# 福音館書店
株式会社福音館書店（ふくいんかんしょてん）は、東京都文京区に本社を置く、児童書を中心とした出版社である。略称「福音館」。

## 沿革
石川県金沢市のキリスト教系書店で、カナダ・メソジスト教会と合同の日本メソヂスト教会のカナダ人宣教師が伝道を目的として設立、社名にある「福音」はこれに由来する。その後、第二次世界大戦勃発が避けられない事態となり宣教師団が全員引き上げることになったため、宣教師団が持っていた財産処分に際して賀川豊彦の伝道を手伝っていたクリスチャンである愛知県名古屋市の星野書店の北陸担当番頭だった佐藤喜一が経営を引き継いだ。
1951年（昭和26年）3月、佐藤の娘身紀子の恋人でのち夫となる松居直が、佐藤の招きで編集を担当。このとき実験的に作った「福音館小辞典文庫」シリーズが成功を収めたため、翌1952年（昭和27年）2月、出版部門を独立させ、正式に「有限会社 福音館書店」が発足した。1952年（昭和27年）8月、金沢から東京都杉並区清水町に移転、12月には千代田区に移転、1984年1月に、現在地の本駒込本社ビルに移転する。
1953年（昭和28年）、松居の発案で婦人月刊誌『母の友』を創刊。以後、児童書の分野に進出。書店委託ではなく買い切り制にしたこと、紙面に他社広告を一切入れないことという二大方針を守って読者から信頼を得る。しかし間もなく大手出版社との競争で苦境に陥ったため、1956年（昭和31年）、創作絵本『こどものとも』を発刊。この絵本の第1号から第11号までが、1957年第4回産経児童出版文化賞を受けたことで、児童出版社としての地位を確立した。加えて、1960年第7回には、『こどものとも』出版の業績に対し、福音館書店社長佐藤喜一に特別出版賞が授与された。
1972年（昭和47年）5月に制定した大小の手を組み合わせたデザインの福音館書店のシンボルマークは、デザイナーの早川良雄が制作に参加している。

## 年表
- 1952年 - 有限会社福音館書店を金沢市にて設立。同年中に東京に移転。
- 1953年 - 小辞典文庫の総発行部数450万冊。月刊雑誌『母の友』創刊[4]。
- 1955年 - 幼年童話集『幼児のための童話集（第一集）』刊行。
- 1956年 - 月刊絵本『こどものとも』創刊。
- 1962年 - PR誌「絵本の与えかた」創刊。
- 1963年 - 『エルマーのぼうけん』刊行。
- 1968年 - 月刊絵本「普及版こどものとも」刊行開始、1986年4月より『こどものとも年中（ねんちゅう、幼稚園の「年中組」より）向き』と改名。
- 1969年 - 月刊絵本『かがくのとも』創刊。
- 1971年 - 「ピーターラビットの絵本」刊行開始。
- 1972年 - 福音館書店シンボルマーク制定。
- 1977年 - 月刊絵本『年少版こどものとも』創刊（1999年4月より『こどものとも年少版』と改名）。
- 1984年 - 文京区本駒込に本社移転（現在地）。
- 1985年 - 月刊絵本『たくさんのふしぎ』創刊。
- 1989年 - 『魔女の宅急便』アニメ映画化（スタジオジブリ製作）。
- 1992年 - 月刊『おおきなポケット』創刊。
- 1995年 - 月刊絵本『こどものとも0.1.2.』創刊。
- 1997年 - 月刊絵本『こどものとも』500号となる。
- 1999年 - 有限会社より株式会社福音館書店へ組織変更[5]。
- 2002年 - 創立50周年記念を迎える。月刊絵本『ちいさなかがくのとも』創刊。
- 2003年 - 『母の友』創刊50周年。
- 2005年 - 『うさこちゃん』生誕50周年。
- 2006年 - 『こどものとも』創刊50周年。
- 2008年 - 『ねぎぼうずのあさたろう』テレビアニメ化（東映アニメーション製作）。
- 2008年 - 『パディントン』生誕50周年。
- 2010年 -  11月、月刊絵本『かがくのとも』500号となる。
- 2011年 -  月刊『おおきなポケット』休刊。
- 2013年 - 『ぐりとぐら』生誕50周年。11月、『てんじつき さわるえほん ぐりとぐら』刊行。
- 2014年 - 『魔女の宅急便』実写映画化。
- 2017年 - 『だるまちゃん』生誕50周年
- 2022年 - 創立70周年を迎える[6]。

- 70周年記念出版：『「母の友」特選童話集 こどもに聞かせる一日一話』母の友編集部編、9月／『おいしい絵本レシピ』野口真紀 著、9月／『私のことば体験』(初代編集長・松居直の自伝) 松居直 著・ 安野光雅 挿画、 9月／ほか復刊あり

- 2025年 - 『母の友』休刊。

## 発行している月刊誌

### 物語絵本
- 「こどものとも」シリーズ
  - こどものとも0.1.2.
  - こどものとも年少版
  - こどものとも年中向き
  - こどものとも

### 科学絵本
- 「かがくのとも」シリーズ
  - ちいさなかがくのとも
  - かがくのとも
- たくさんのふしぎ

### 科学と物語
- おおきなポケット - 2011年（平成23年）3月号で休刊。

### その他
- 母の友 - 2025年（令和7年）3月号で休刊。

## 主な作品
- 『ぐりとぐら』シリーズ
- 『魔女の宅急便』シリーズ
- 『ピーターラビット』シリーズ
- 『エルマーのぼうけん』シリーズ
- 『うさこちゃん』シリーズ
- 『タンタンの冒険』シリーズ
- 『ねぎぼうずのあさたろう』シリーズ
- 『だるまちゃん』シリーズ
- 『くまのパディントン』シリーズ
- 『はじめてのおつかい』
- 『おおきなかぶ』
- 『いやいやえん』
- 『遊び図鑑』
- 『あさいち』(復刻、2024年)[8]